# Francesco Rizzo
Francesco Paolo Rizzo, detto Franco (Rovito, 30 maggio 1943 – Pontedera, 17 luglio 2022), è stato un calciatore e dirigente sportivo italiano.

## Carriera

### Club
Interno di centrocampo, iniziò la sua carriera nel Cosenza con cui vinse la Serie C 1960-61. Successivamente vestì le maglie dell'Alessandria e del Cagliari, in Serie B: nel 1963-64 Rizzo fece parte della squadra che ottenne la prima, storica promozione in Serie A dei sardi.

Rizzo (a destra) alla Fiorentina nel 1968, in una pausa d'allenamento assieme ad Amarildo, Merlo, De Sisti e al tecnico Pesaola.

Con i cagliaritani Rizzo ha anche una esperienza nel campionato nordamericano organizzato nel 1967 dalla United Soccer Association e riconosciuto dalla FIFA, in cui i sardi giocarono nelle vesti del Chicago Mustangs, ottenendo il terzo posto nella Western Division.
Nel 1968 passò alla Fiorentina con cui vinse lo scudetto 1968-69. Dopo due stagioni fu ceduto al Bologna dove giocò fino al 1972; vestì poi le maglie del Catanzaro e, dopo un brevissimo periodo al Cesena, del Genoa, con cui vinse il campionato di Serie B nel 1975-76 e dove chiuse la carriera nel 1979, a trentasei anni.

### Nazionale
Il 14 giugno 1966 diventò il primo calciatore calabrese a vestire la maglia azzurra esordendo in Nazionale a Bologna, in Italia-Bulgaria 6-1, gara in cui mise a segno una doppietta. Fu confermato nella successiva partita amichevole contro l'Argentina e venne quindi inserito da Edmondo Fabbri nella rosa che prese parte al Mondiale inglese del 1966. Durante il torneo però non scese mai in campo. Nel 1968 in occasione dei Campionati europei di calcio disputati a Roma ha fatto parte della nazionale nelle gare del girone di classificazione, contro Cipro e nel doppio confronto con la Svizzera.

## Dopo il ritiro
Lasciato il calcio giocato divenne dirigente del Cosenza. In seguito si è occupato del settore giovanile della Fiorentina.
Si è occupato anche del settore giovanile dell'Isolotto, squadra del Q4 di Firenze e dell'ACD Bagno a Ripoli, squadra del comune di Bagno a Ripoli in provincia di Firenze.

## Statistiche

### Cronologia presenze e reti in nazionale
| Cronologia completa delle presenze e delle reti in nazionale ― Italia | Cronologia completa delle presenze e delle reti in nazionale ― Italia | Cronologia completa delle presenze e delle reti in nazionale ― Italia | Cronologia completa delle presenze e delle reti in nazionale ― Italia | Cronologia completa delle presenze e delle reti in nazionale ― Italia | Cronologia completa delle presenze e delle reti in nazionale ― Italia | Cronologia completa delle presenze e delle reti in nazionale ― Italia | Cronologia completa delle presenze e delle reti in nazionale ― Italia |
| Data                                                                  | Città                                                                 | In casa                                                               | Risultato                                                             | Ospiti                                                                | Competizione                                                          | Reti                                                                  | Note                                                                  |
| --------------------------------------------------------------------- | --------------------------------------------------------------------- | --------------------------------------------------------------------- | --------------------------------------------------------------------- | --------------------------------------------------------------------- | --------------------------------------------------------------------- | --------------------------------------------------------------------- | --------------------------------------------------------------------- |
| 14-6-1966                                                             | Bologna                                                               | Italia                                                                | 6 – 1                                                                 | Bulgaria                                                              | Amichevole                                                            | 2                                                                     |                                                                       |
| 18-6-1966                                                             | Milano                                                                | Italia                                                                | 1 – 0                                                                 | Austria                                                               | Amichevole                                                            | -                                                                     |                                                                       |
| Totale                                                                |                                                                       | Presenze                                                              | 2                                                                     |                                                                       | Reti                                                                  | 2                                                                     |                                                                       |

## Palmarès

### Club

#### Competizioni nazionali
- Campionato italiano: 1

Fiorentina: 1968-1969
- Campionato italiano di Serie B: 1

Genoa: 1975-1976
- Campionato italiano Serie C: 1

Cosenza: 1960-1961 (girone C)

#### Competizioni internazionali
- Coppa di Lega Italo-Inglese: 1

Bologna: 1970